# Le Plan-de-la-Tour
Le Plan-de-la-Tour é uma comuna francesa na região administrativa da Provença-Alpes-Costa Azul, no departamento de Var. Estende-se por uma área de 36,8 km². Em 2010 a comuna tinha 2 987 habitantes (densidade: 81,2 hab./km²).
Em 2001, o ator Johnny Depp (Piratas do Caribe), comprou uma vila do século XIX na cidadezinha. A propriedade fica a menos de 10km de Saint Tropez, e possuí uma vinícola pessoal, um restaurante e até uma igreja. 